# آب‌انبار جنت‌آباد
آب‌انبار جنت آباد مربوط به دوره پهلوی است و در اردکان، جاده سنتو، خیابان عباسی واقع شده است. این اثر در تاریخ ۷ اسفند ۱۳۸۶ با شمارهٔ ثبت ۲۱۶۸۴ به‌عنوان یکی از آثار ملی ایران به ثبت رسیده است.